# 茨城県道276号高浜停車場線

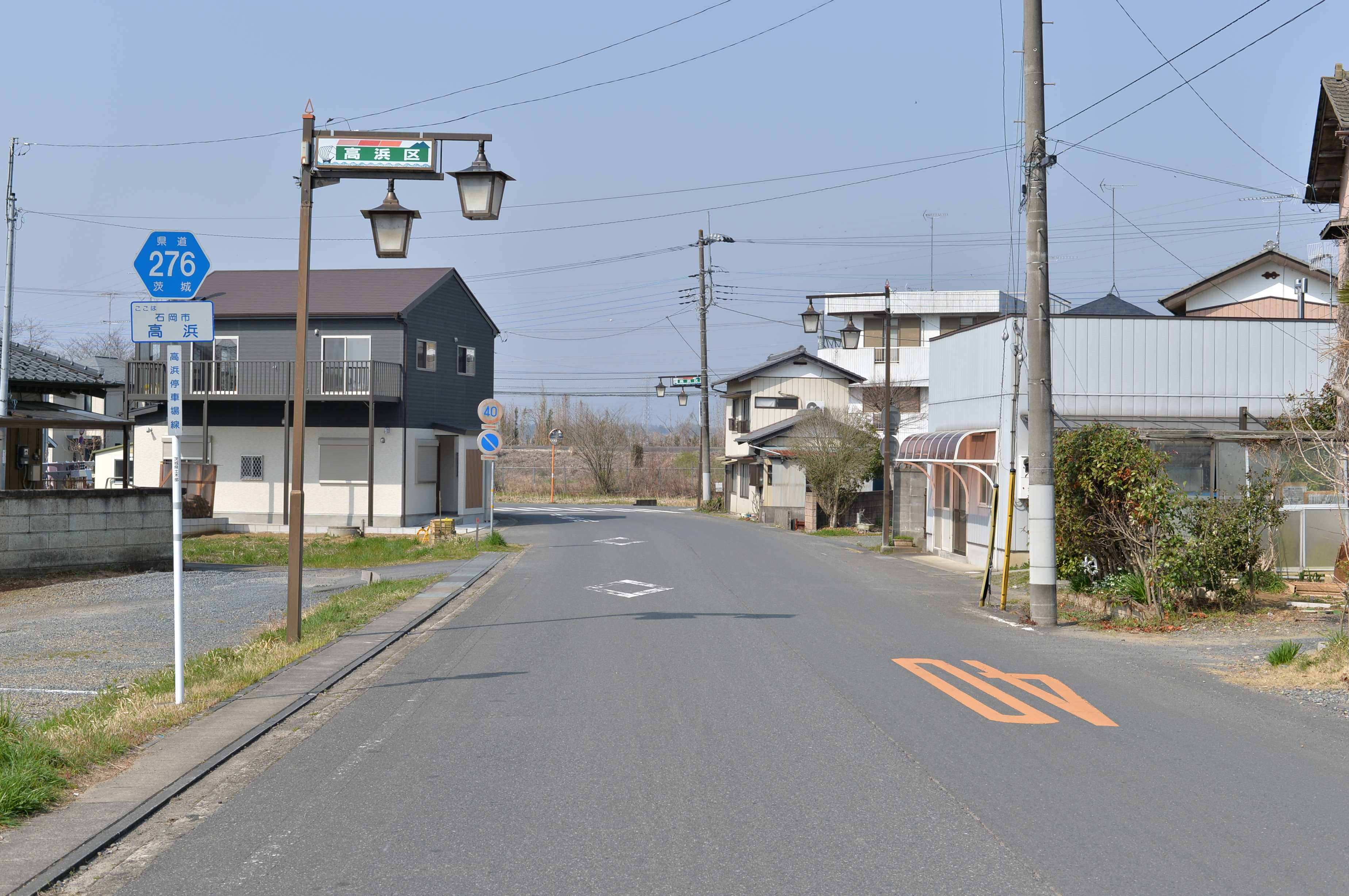
茨城県道276号高浜停車場線
石岡市高浜（2015年3月）

茨城県道276号高浜停車場線（いばらきけんどう276ごう たかはまていしゃじょうせん）は、茨城県石岡市のJR高浜駅前から石岡市高浜に至る一般県道である。

## 概要
- 起点：石岡市JR高浜駅前[1]
- 終点：石岡市高浜（茨城県道118号石岡田伏土浦線交点）[1]
- 総延長：285 m[2]
- 重用延長：なし[2]
- 未供用延長：なし[2]
- 実延長：285 m[2]
- 自動車交通不能区間延長[注釈 1]：なし[2]
- 改良率：100%[2]
- 高級舗装率：100%[2]

## 歴史
1959年（昭和34年）10月14日、新たな県道として石岡市大字高浜の高浜停車場を起点とし、県道石岡田伏土浦線交点を終点とする区間を本路線とする県道高浜停車場線として茨城県が県道路線認定した。
1995年（平成7年）に整理番号276となり現在に至る。

### 年表
- 1895年（明治28年）11月4日：高浜駅開業
- 1920年（大正9年）4月1日：現在の路線の前身である高浜停車場線が路線認定される。[3]
- 1959年（昭和34年）10月14日：
  - 現在の路線が路線認定される（図面対象番号262）[4]。
  - 道路の区域は、石岡市大字高浜の高浜停車場から石岡市大字高浜の県道石岡田伏土浦線交点までと決定された[1]。
- 1995年（平成7年）3月30日：整理番号318から現在の番号（整理番号276）に変更される[5]。

## 地理

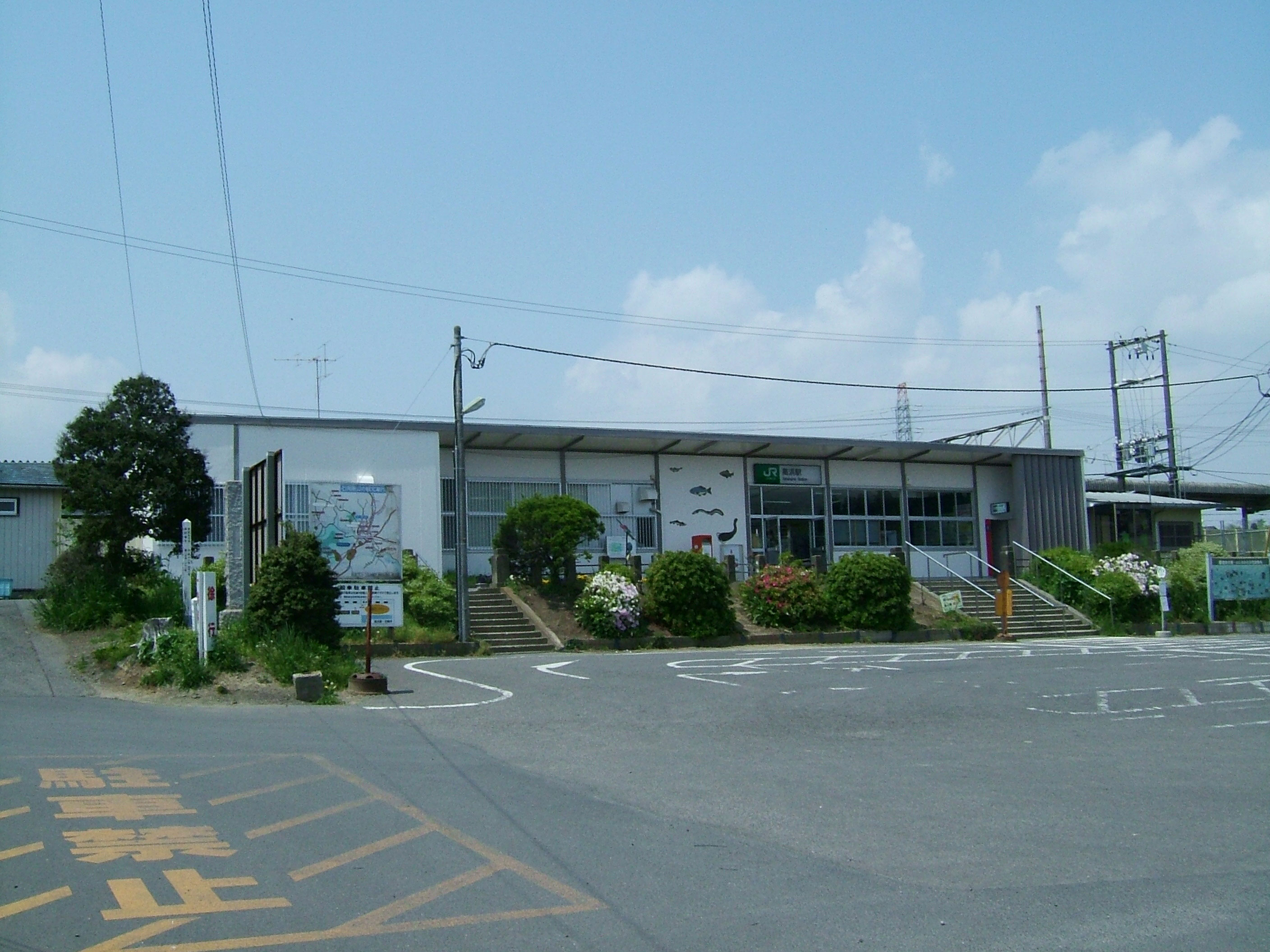
起点のJR常磐線 高浜駅前

### 通過する自治体
- 茨城県
  - 石岡市

### 交差する道路
- 茨城県道118号石岡田伏土浦線（石岡市高浜）

### 沿線
- JR高浜駅（石岡市北根本）